# پارک ملی هزارگنجی چیلتان
پارک ملی هزارگنجی چیلتان (به انگلیسی: Hazarganji-Chiltan National Park) یک پارک ملی در پاکستان است که در بلوچستان واقع شده‌است.